# Алиша Њумен
Алиша Евелин Њумен (енгл. Alysha Eveline Newman, Лондон (Онтарио), 29. јун 1994.) је канадска атлетичарка која се специјализовала за скок с мотком. Освојила је бронзану медаљу на Олимпијским играма 2024. Њумен је прва Канађанка која је освојила медаљу у скоку с мотком на Олимпијским играма. Њен прескок од 4,85 метара је и нови канадски национални рекорд.

## Каријера
Алиша је прво тренирала гимнастику, коју је била приморана да напусти са 13 година након што је повредила доњи кичмени пршљен. Након годину дана паузе у спорту где је размишљала о хокеју на леду и скоковима у воду, одабрала је атлетику, а тренер ју је упутио на скок мотком због њеног гимнастичког искуства.  Похађала је средњу школу Мајке Терезе у Лондону, Онтарио.
2013. Њуман се уписала на Универзитету Источни Мичиген. Након тога, прешла је на Универзитет у Мајамију, пратећи свог тренера Џерела Ленглија.  Њуман је дипломирала 2016. године са смером физиологије вежбања.

## Међународни успеси
2016. се такмичила на Олимпијским играма, где је прескочила само 4,45 м у квалификацијама и није прошла у финале. У марту 2018. Њумен је била шеста на Светском првенству у дворани 2018. са прескоченом висином од 4,70 м.
2019. на Атлетском митингу Ареба, извојевала је своју прву победу у Дијамантској лиги, са новим канадским рекордом од 4,82 м.
На Олимпијским играма 2020. Њумен није успела да прескочи почетну висину у својој квалификационој групи, и тако није прошла у финале.
Није успела да уђе у финале у скоку с мотком на Светском првенству 2022, прескочивши само 4,35 м. У почетку је била потиштена резултатом, рекавши да „није сигурна куда даље јер ми овај спорт наставља да слама срце“. После неколико дана, одлучила је да настави сезону, рекавши да је неопходно да изрази своје разочарање, иако је на крају била оптимистична у погледу повратка такмичењима.
На Светском првенство у Будимпешти 2023. прескочила је само 4,50 м и није се пласирала у финале.
Њумен је на почетку сезоне 2024. у дворани, у Клермон Ферану 22. фебруара, побољшала сопствени канадски национални рекорд прескочивши 4,83 м.
У финалу Олимпијских игара у Паризу 2024. Њумен је прескочила нови национални рекорд Канаде од 4,85 м и освојила бронзану медаљу.

## Лични живот
Њумен је проглашена за једну од Макисмових 100 најзгоднијих жена у 2021. Њумен је једна од неколико спортисткиња на Олимпијским играма 2024. које су креирале садржај преко ОнлиФанс-а. Она је за Асошијетед прес рекла: „Никада нисам волела како спортисти аматери никада не могу да зараде довољно новца. Овде су моје предузетничке вештине дошле до изражаја.